# Chapinha

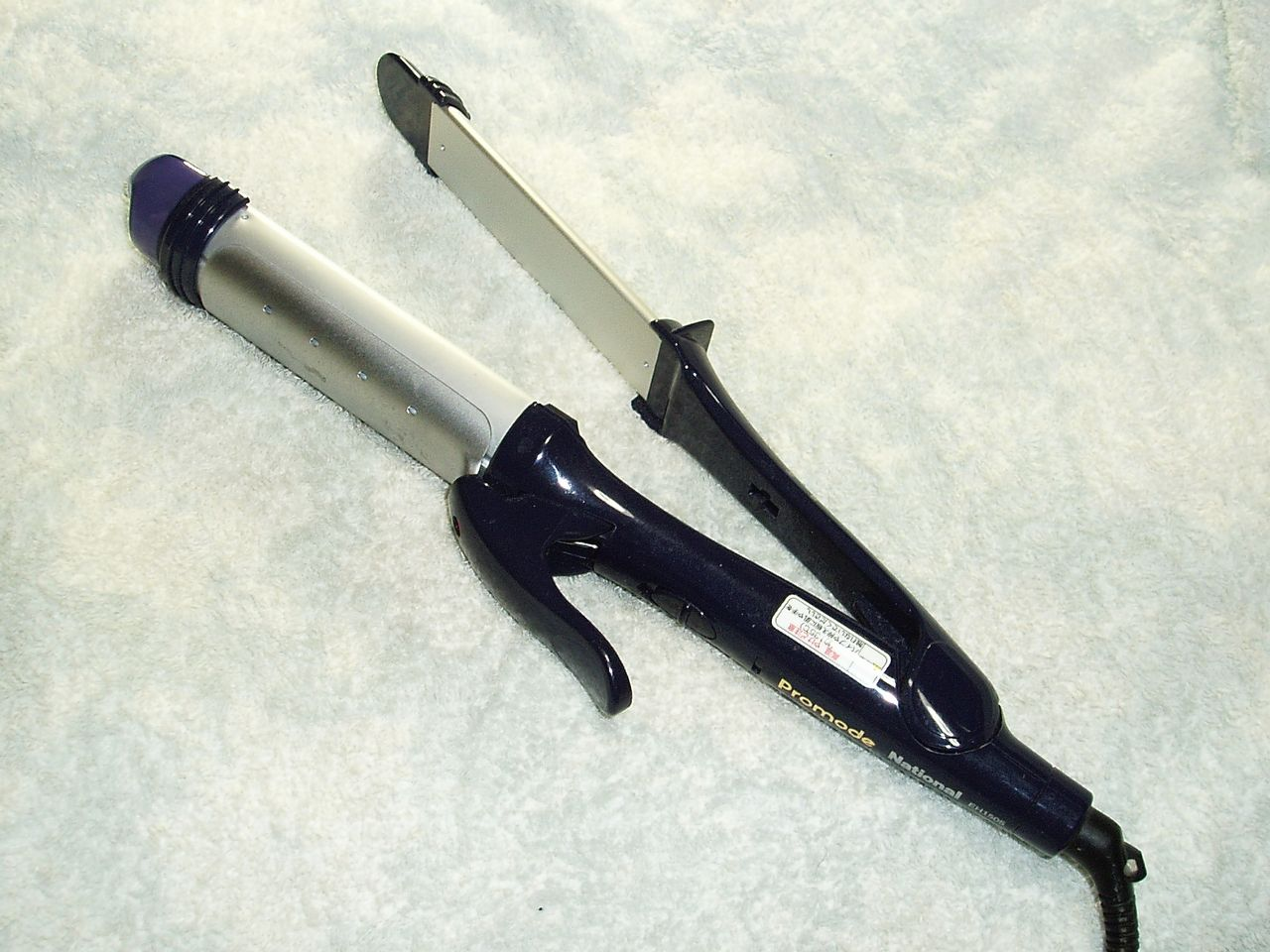
Uma chapinha alisadora moderna.

A chapa (nome técnico alisador de cabelo também conhecida como chapinha, piastra ou prancha de modelar ) é uma ferramenta utilizada para alterar a estrutura do cabelo com a apoio do calor extremo.  Há dois tipos gerais: as chapinhas alisadoras e as que produzem cachos. O sistema de funcionamento das chapinhas pode ser comparado ao do ferro de passar roupas, que antigamente também era usado para secar e alisar os cabelos. No entanto, vale a pena ressaltar que a tecnologia das chapinhas foi criada exclusivamente para alisar os cabelos, e os ferros não. 

## História
Marcel Grateau foi creditado pela invenção da chapinha de cachos, em 1890. Em maio de 1906, Simon K. Monroe patenteou uma chapa de dentes metálicos para alisar cabelos. Depois, em dezembro de 1909, Isaac K. Shero patenteou uma invenção no qual duas chapas planas eram prensadas sobre o cabelo. No entanto, a chapinha como conhecemos hoje foi inventada em 1912, pela Jennifer Bell Schofield que aperfeiçoou as invenções anteriores criando um instrumento feito de duas placas de ferro com uma dobradiça que eram aquecidas, alisando o cabelo. A chapinha é mais utilizada para cabelos crespos.  
As mulheres corriam o risco de sairem com os cabelos chamuscados ou com queimaduras pois a temperatura do ferro era muito alta. 
Anos mais tarde, as técnicas foram aprimoradas e mais recentemente foram criadas as chapinhas elétricas e de cerâmica.